# エラストゥス・ソールズベリー・フィールド
エラストゥス・ソールズベリー・フィールド（英: Erastus Salisbury Field、1805年5月19日 - 1900年6月28日））は、アメリカン・フォーク・アートの画家で写真家。

## 生涯

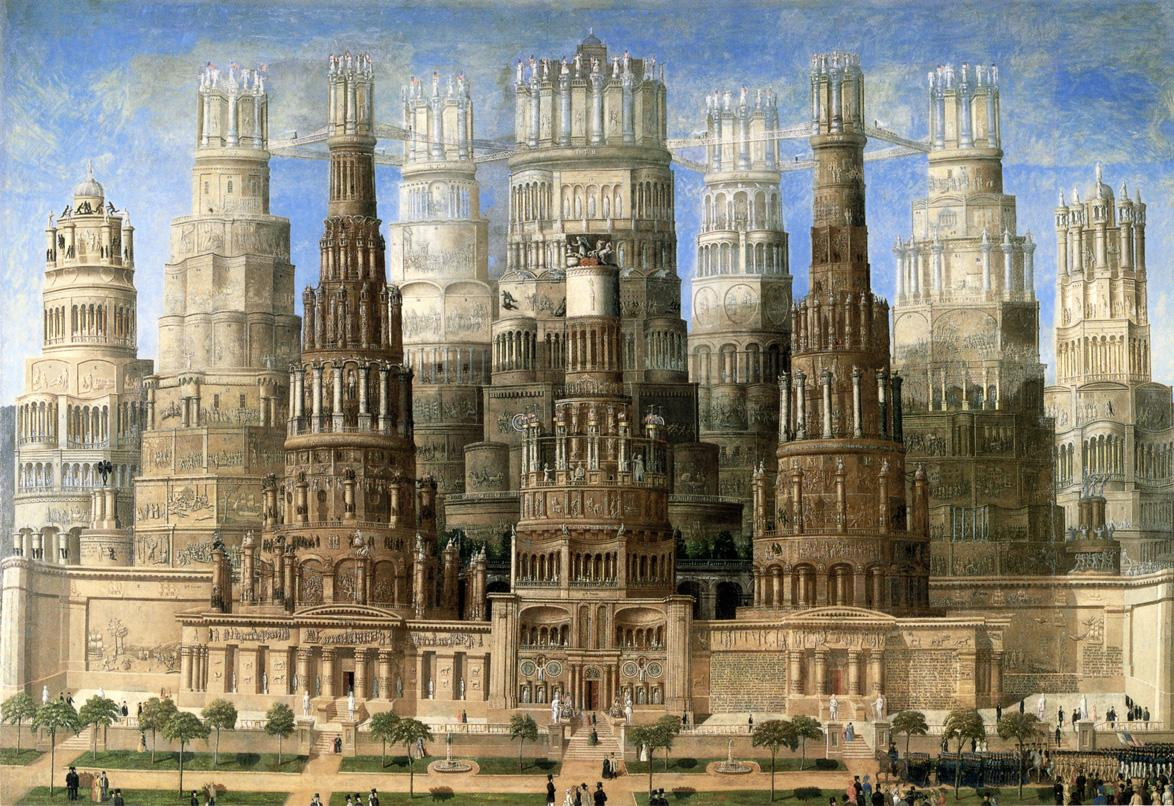
アメリカ共和国の記念碑、1875年頃、スプリングフィールド美術館

エラストゥス・ソールズベリー・フィールドは農家の息子としてマサチューセッツ州レベレットで双子の妹サロメと共に1805年5月19日に生まれた。彼は幼い時から肖像画の才能が認められ、1824年サミュエル・モールスの下で画法を学ぶためにニューヨーク市に上京した。(因みに、モールスは1826年にニューヨーク市から依頼された「ラファイエットの肖像」で名を成した画家であるが、一般的には通信に使われたモールス電信機とモールス符号の発明者として知られる)この時モールスは彼について"非常に従順で有用"と述べたと伝えられている。しかし翌1825年にモールスの妻が亡くなり、そこでの勉学の道は閉ざされた。この間にフィールドがどの様なことを学んだかは不明で、その後のどの様にして芸術技法を発展させたかはわかっておらず、美術史家はフィールドが独学で技法を身につけたと考えている。彼は故郷のレベレットに戻った後、1826年に彼の日付が入った最初の作品である祖母エリザベス・ビリング・アシュリーの肖像を描いた（スプリングフィールド美術館蔵)。フィールドに関する次の活動記録は1828年の手紙で、そこには人々が「彼が描く肖像画を"良い肖像"と評している」とある。1831年彼はペーブ・ギルモアと結婚し、ウエアに移り住み、翌1832年に唯一の子供が生まれた。1830年代に、彼は親戚の仲介を通して西部マサチューセッツ州とコネチカット州を旅する遍歴画家として多数の肖像画を残した。彼は肖像画を短時間（多くの場合１日）で描き、かつ値段が手ごろであったため、大いに繁盛した。フィールドがウェアからレベレットに戻った1836年頃から1840年までが彼の最高の肖像画が描かれた時期である。1839年ブラトルボロへ旅行した後、フィールドと妻はマサチューセッツ州ウエアに戻った。しかし、1841年迄にはニューヨークに移り、そこに約７年間留まり、その間いくつかの作品を展示会に出品した。
およそ1847年頃から彼は肖像画に代わって風景画や歴史画を描き始めた、恐らく1839年からアメリカで使われ始めたダゲレオタイプと呼ぶ写真機で写真を撮るのが肖像画を描くこと取って代ったためと考えられる。しかし臨機応変なフィールドは写真機の優位性を認め、自分自身も顧客の写真を撮り、それを基に肖像画を描いた。1848年に彼はマサチューセッツ州サンダーランドにある父親の農場を管理するために家に呼び戻された、新聞には、彼がそこにいるのは"約4年間芸術の練習するため"という記事がある。1852年から彼の妻が亡くなる1859年までフィールドは家族と共にマサチューセッツ州のサンダーランド、パーマー、北アマーストの間を頻繁に移り住んだ。妻が亡くなった後フィールドと娘は子供の頃からの知り合いであったクーリーとフィールド・ハバードの家族が住んでいるプラムツリーズ(現マサチューセッツ州サンダーランド)に移り住んだ。
フィールドは人生の残りを過ごすしたプラムツリーズにささやかなアトリエを建て、聖書を題材とした絵画、例えば出エジプト記の十の災いを画題とした10枚の画を描きそれを北アマースト会衆派教会に飾るつもりであった。また彼の想像力やイギリスの画家ジョン・マーティンやリチャード・ウェスタルなどのアーティストによる印刷された絵を基にエキゾチックな風景を描いた。
フィールドはプラムツリーズで1900年6月28日に95歳で亡くなった、家には彼自身が描いた300点以上の絵画が残された。

## 作品
彼の初期の絵は、アメリカの古典的な民俗芸術であった。

### 肖像画
次いで、彼は写真の画像から肖像画を描くという方法で拡大する中産階級の顧客の肖像画への需要を満たしてきた。それは、肖像画のモデルと描いた作品が限りなく似ており、かつモデルを引き立たせるために芸術的な技術より似させる事を重視する方法である。そしてモデルには日曜日に教会に行く時の正装を着させ直立不動のポーズをとらせた。肖像は主に胸像画とし描き、たまに全身画やグループの肖像画とした。フィールドは満足に職業画家としてのトレーニングを受けていないが、顔の特徴をよく捉え、輪郭を強調する事に成功している。また、モデルの服装を可能な限り詳細に描き、また本、花篭や家具など背景の小道具－たとえばレースの襟やフードなども同様に慎重に扱った。しかしモデルを引き立たせるために頭と体の大きさを決めるため、身体の解剖学的正確さは失われている。彼の後期の肖像画ではダゲレオタイプ写真の影響が明らかに見て取れる。そこでは人々の肖像画はより正確に表現され、頭と体の関係がより自然になっている。

ちょうど彼が死ぬ直前の新聞記事で彼が描く肖像画について「可能な限り正確な油絵を描き、子孫の人々に先祖の外観の忠実な概念を与える」と賞賛している。フィールドの経歴は顧客の間を積極的に巡回し、洞察力に富んだ肖像を敏速に描くことで、アメリカの中産階級の顧客に間に高まる需要を満たしてきたと言えるだろう。

### 奇想絵画

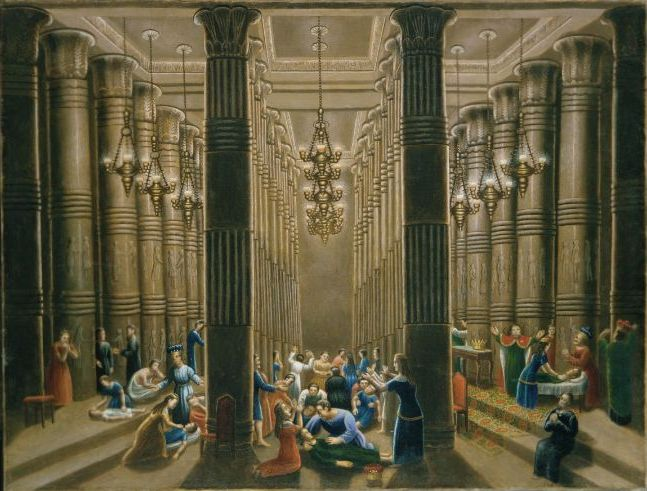
最後の災い(出エジプト記)

1860年に引退しプラムツリーズに移った後、彼は海外旅行をしたことがなかったがインドの タージ・マハル(ナショナル・ギャラリー蔵)などのエキゾチックなテーマの絵を描いた。更に、聖書のテーマの作品を描いた。その中のひとつ出エジプト記十の災いの「最後の災い(長子を皆殺しする)」ではエジプト風の柱がある大きな部屋が描かれている。これや前の「タージ・マハル」の建物のモチーフは何かのイラストレーションから着想を得たものであろう。聖書やエキゾチックな画題は19世紀のアメリカン・フォーク・アートでは唯一例外的な物であった。「エデンの園」（ボストン美術館蔵）などの絵画では、彼自身の豊かな想像力とアイデアで不思議な世界を描いた。

### アメリカ共和国の記念碑
フィールドの代表作で幅4、高さ2.8メートルの壮大な作品「アメリカ共和国の記念碑」は南北戦争に触発され、1876年の建国100周年に合わせて描かれたが、イギリスの北米における最初の永続的植民地であるジェームズタウンの建設からの初期アメリカ国家の250年の歴史を百科事典的な絵巻として描いたものである。
大きな画面には10の塔が立ち並びその上には歴史的出来事を表す130体以上のレリーフが描かれている。
アメリカの歴史物語は左端の塔上にある、アメリカ最初の植民地ジェームズタウンと清教徒が到着したプリマスから始まる。そしてジェームズタウンの虐殺,米墨戦争や南北戦争時の黒人虐殺そして手前中央の塔にあるリンカーン大統領暗殺事件などの悲劇、カオス、侵略、抑圧、暴力の場面も描いたが、アメリカ最初の村、独立宣言、奴隷解放宣言そして独立百年記念式などアメリカ史の中で陶酔の瞬間を記念することも忘れてはいなかった。そして250年後を描く中央奥の塔の頂上からはトラス式の鉄橋がフィラデルフィアで開かれた万国博覧会を表す塔とつながり、その上を機関車が客を運んでいる。そしてアメリカ国旗をふる多数の天使に囲まれている。

## その後
フィールド作品は彼の死後数十年は忘却の彼方に追いやられたが、1930年代初期、コレクターや美術館によるアメリカン・フォーク・アートの芸術的価値を評価する流れの中で再発見された。
彼の作品はシェルバーン美術館やアメリカン・フォーク・アート博物館のような民俗芸術特化した博物館や多くの美術館が保有している。

「アメリカ共和国の記念碑」はSony classical から発売されたＣＤ「Vivarte, through the ages」ASIN: B000O1J01Kのジャケットに使用された。

## ギャラリー

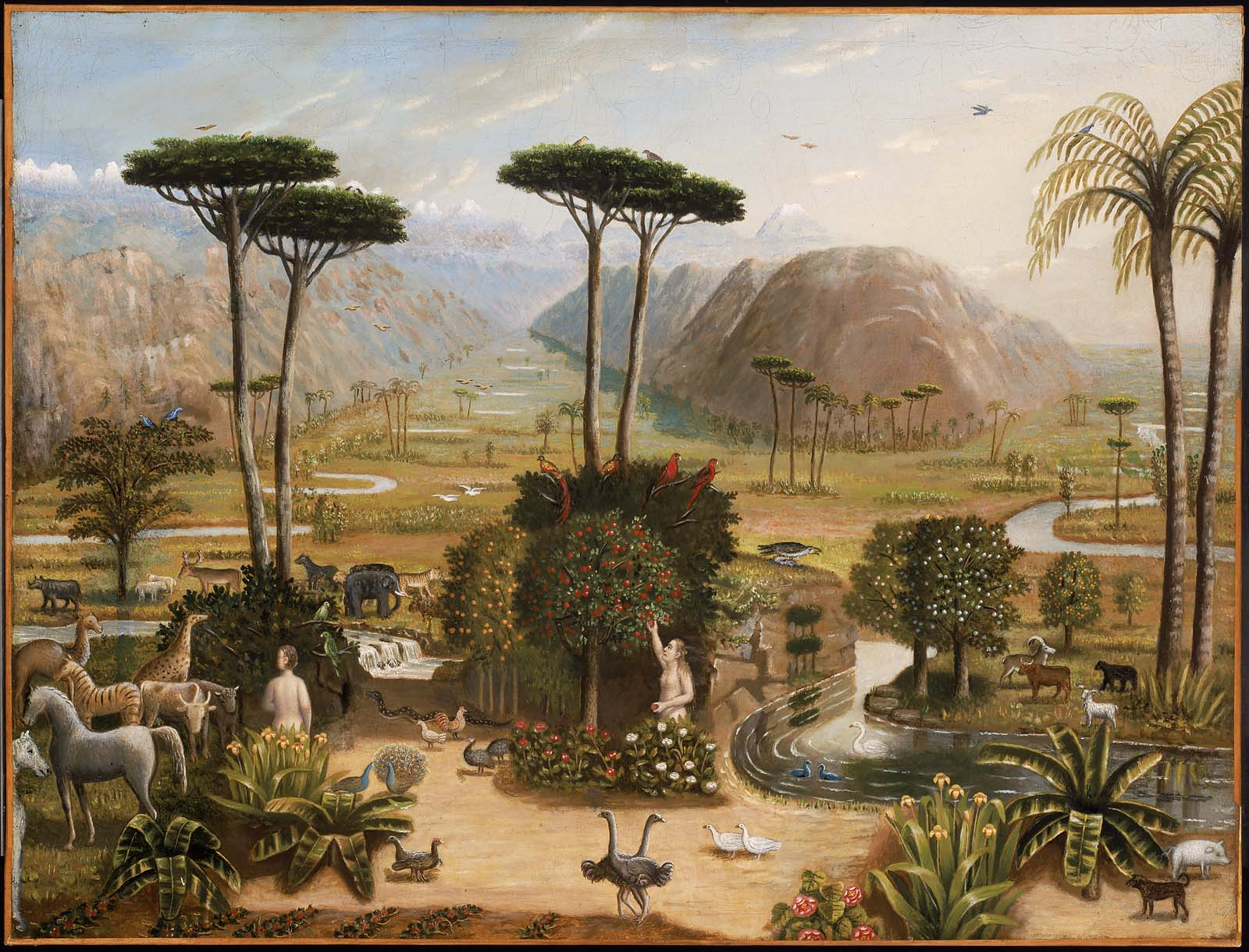
エデンの園
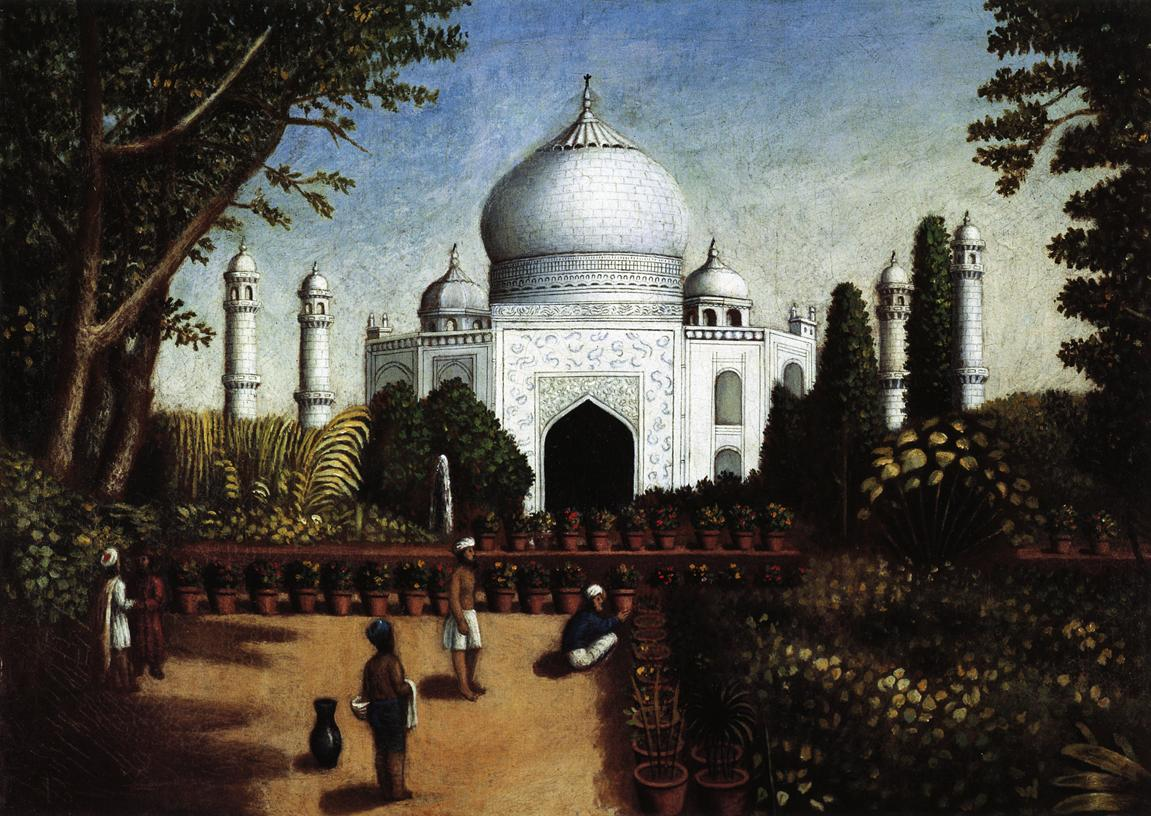
タージ・マハル
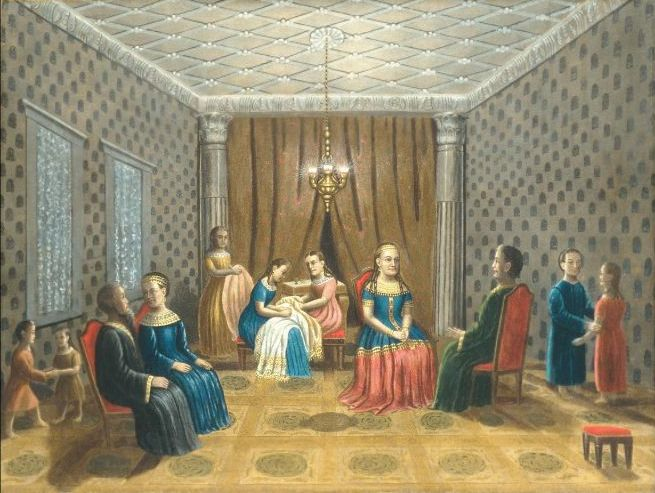
エジプトの情景
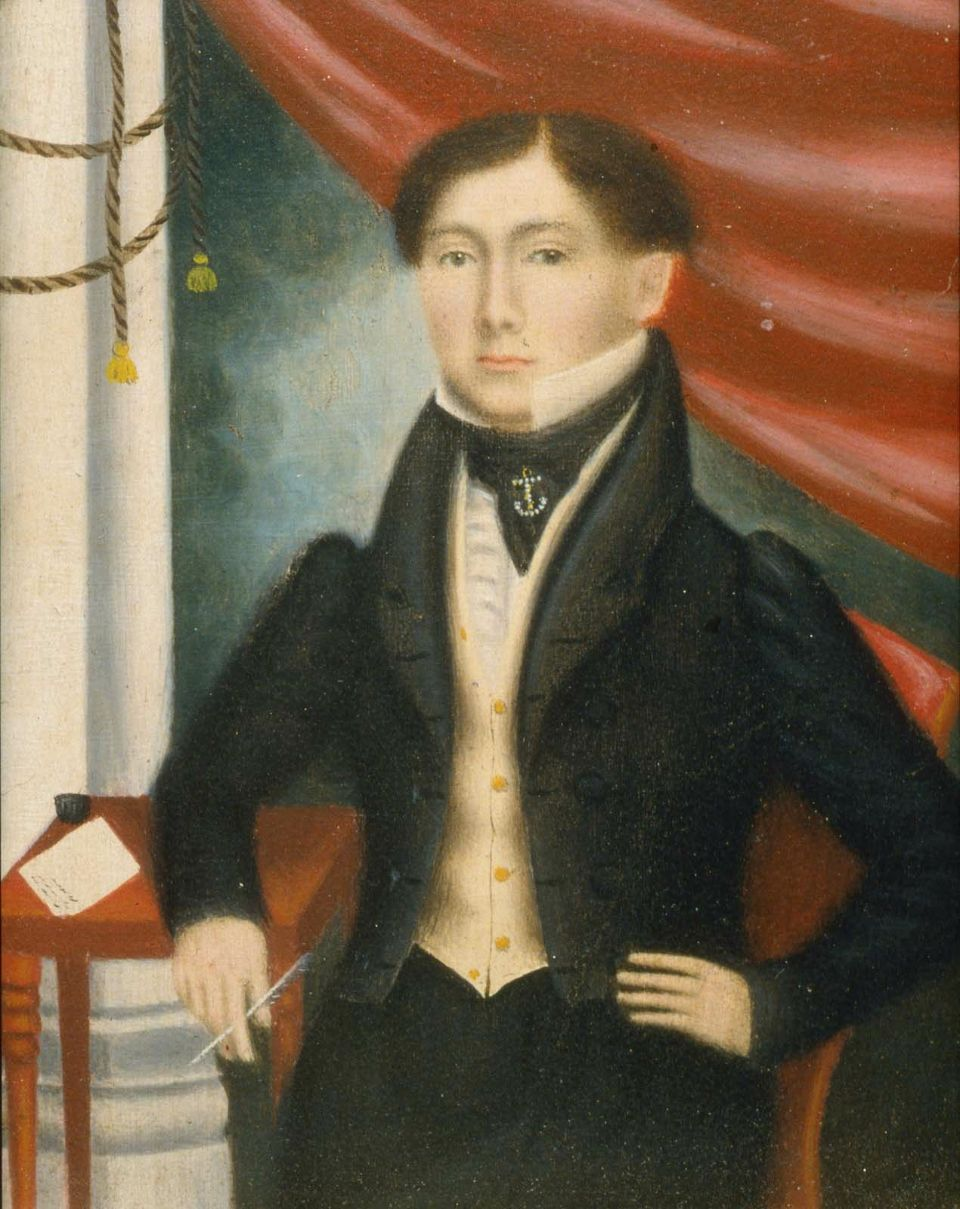
机に座る男
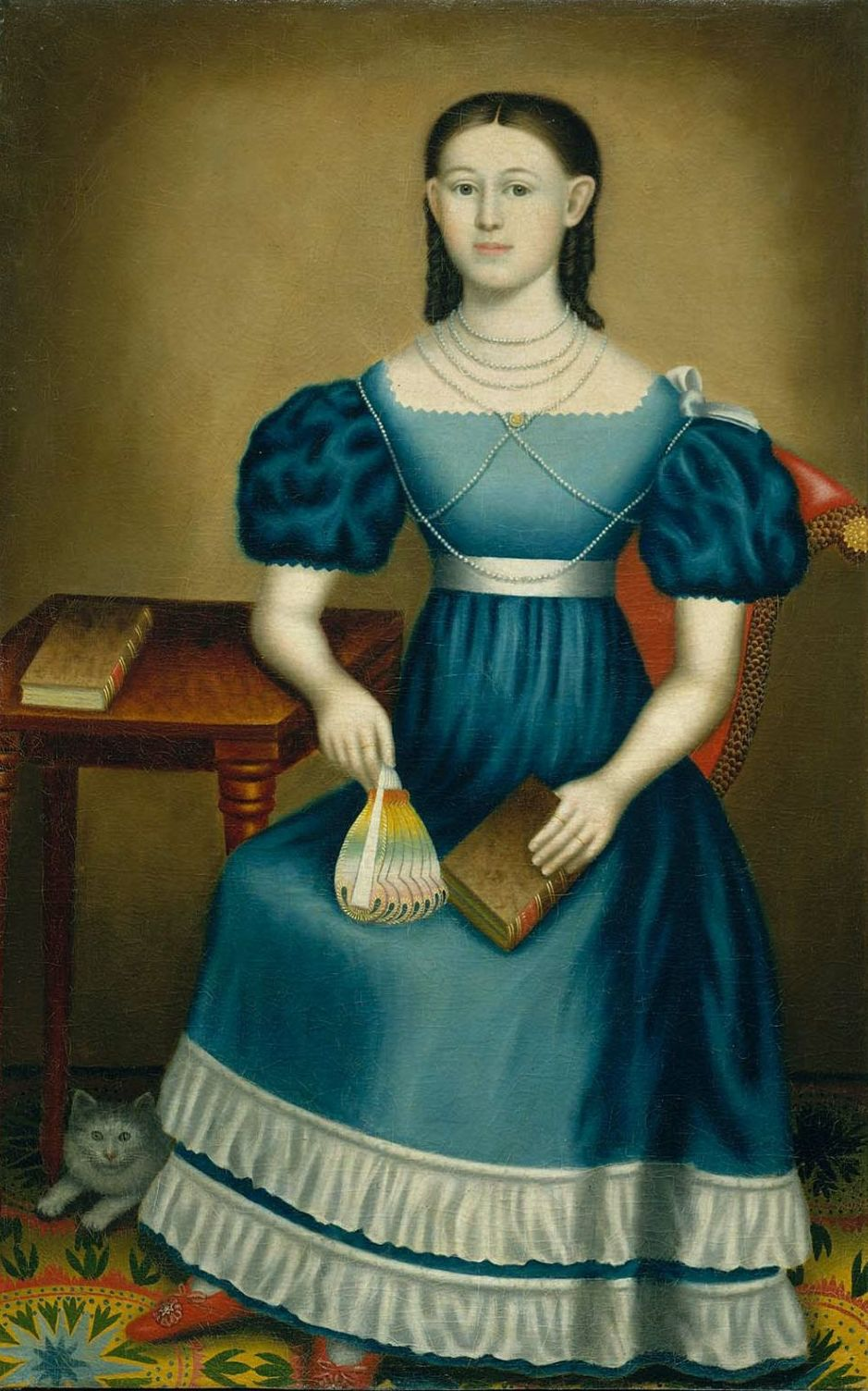
マーガレット・ギルモア
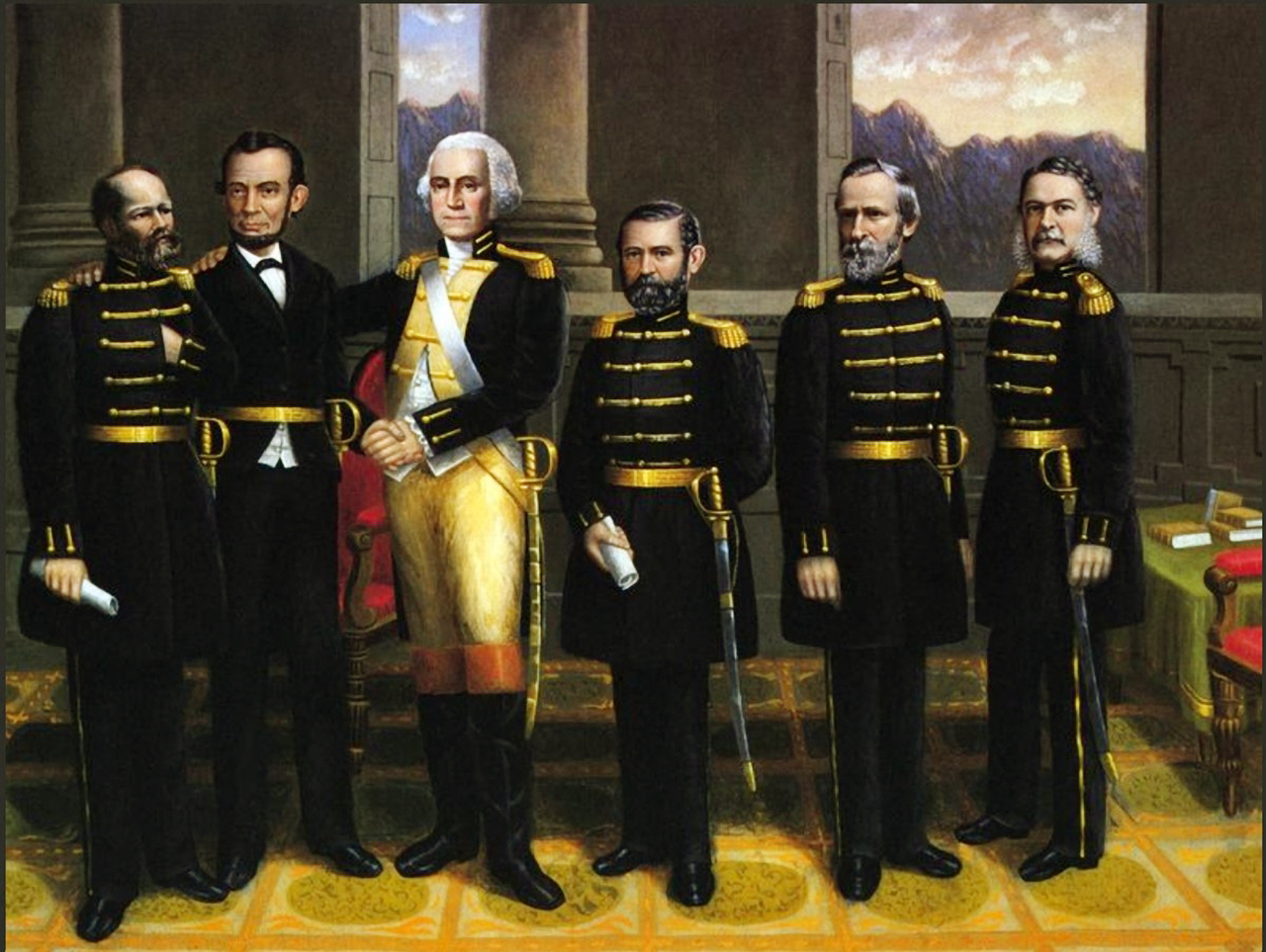
ワシントンとその将軍とリンカーン
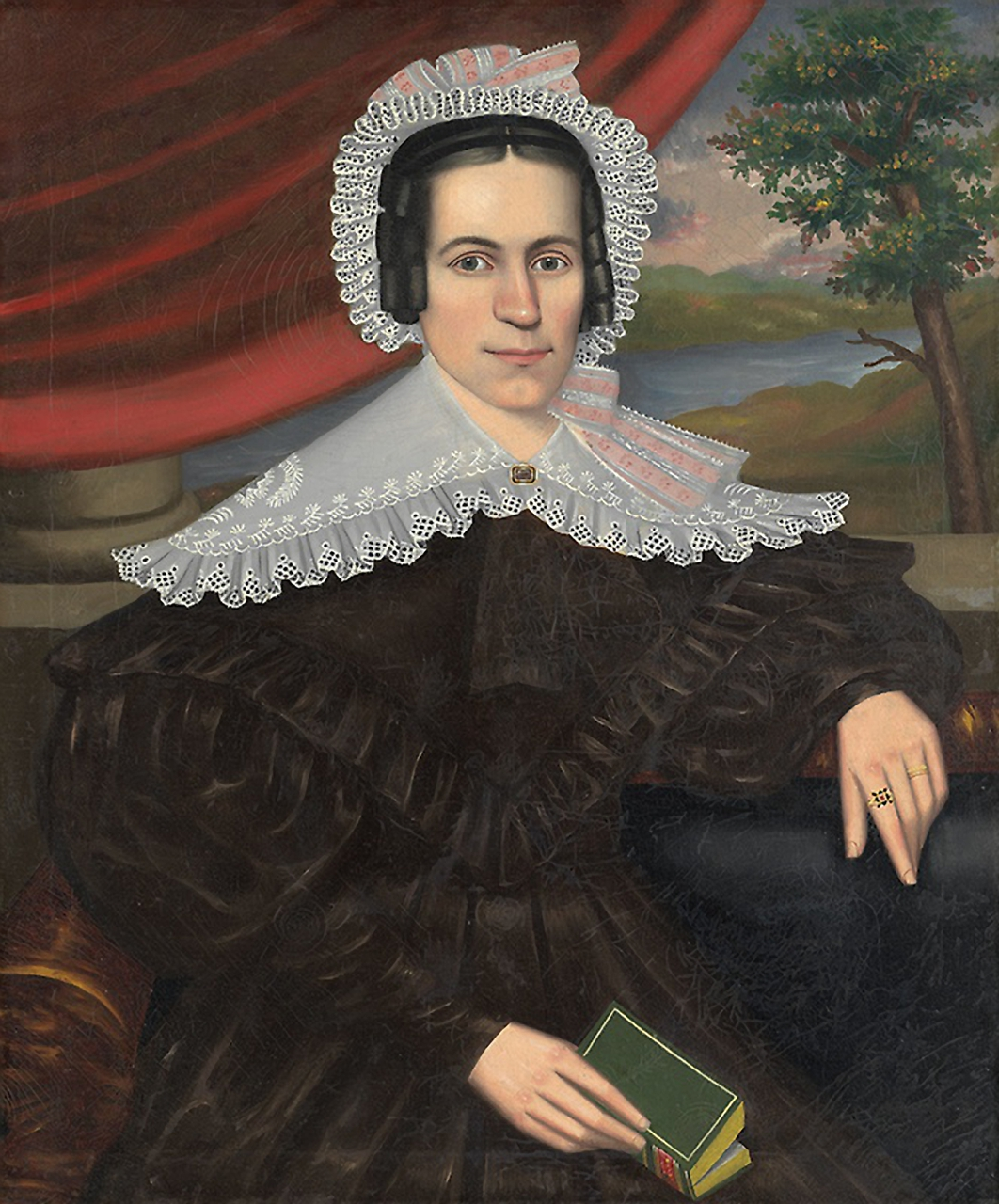
緑の本を持つ女
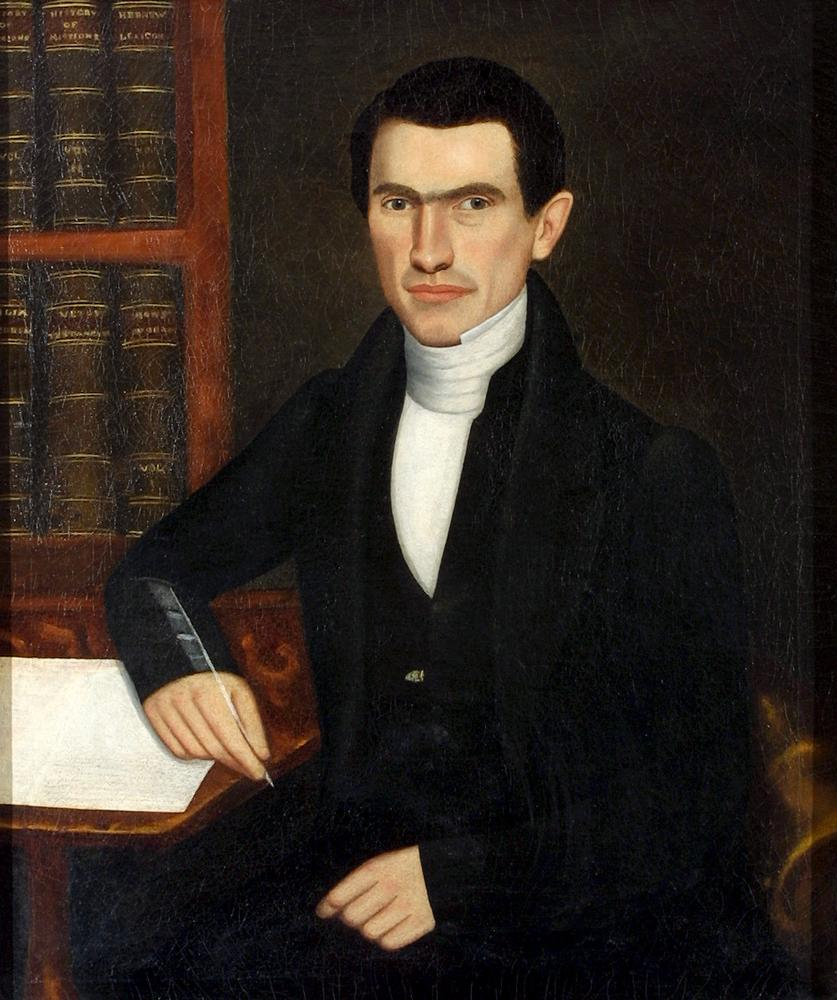
ゴダード、1838年
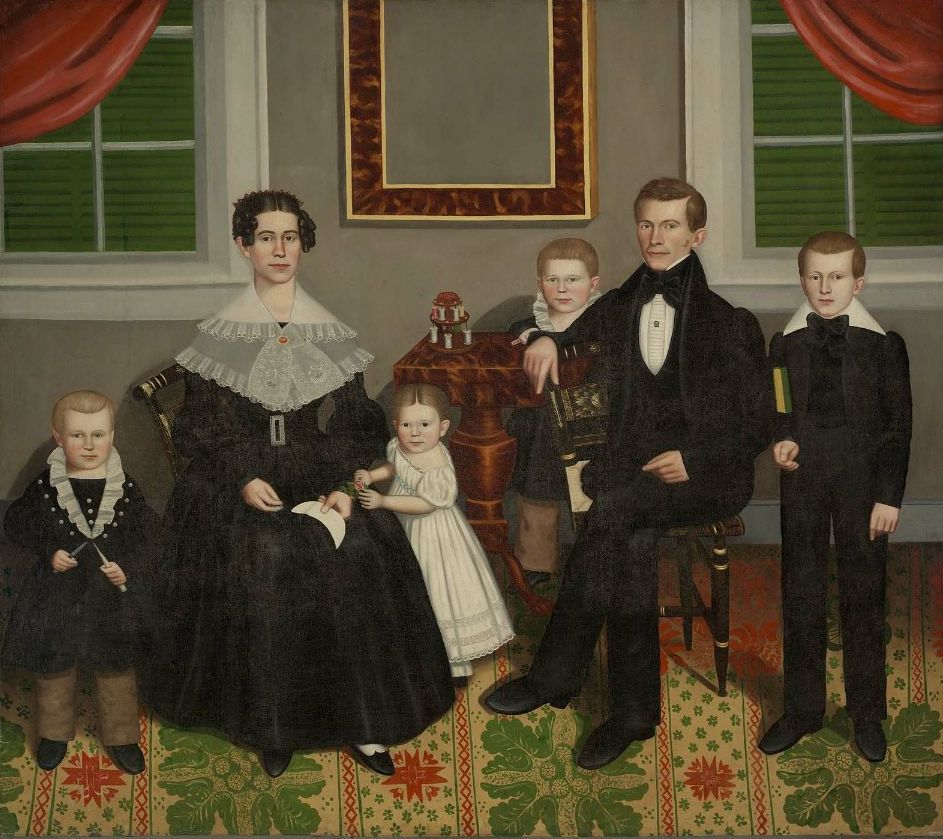
ジョセフ・ムーアと家族
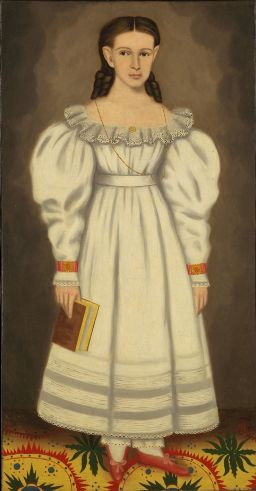
フェルプス家の前髪の少女
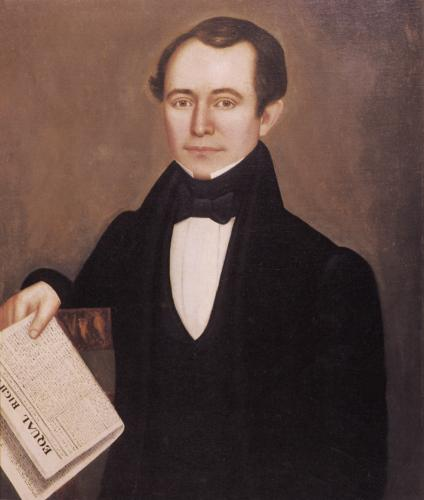
ウィリアム・レゲット